# Rashida Tlaib
Rashida Tlaib (ur. 24 lipca 1976 w Detroit) – amerykańska prawniczka i polityk, członkini Partii Demokratycznej.

## Życiorys
Urodzona w 1976. Najstarsze z 14 dzieci palestyńskich imigrantów. Jej ojciec pracował w fabryce samochodów, a matka zajmowała się opieką nad dziećmi. Jako pierwsza w rodzinie skończyła szkołę średnią, college i studia. Z wykształcenia prawniczka. Od 1 stycznia 2009 deputowana do Izby Reprezentantów stanu Michigan i druga w historii muzułmanka wybrana do któregokolwiek stanowego kongresu. W 2018 najpierw zwyciężyła w prawyborach demokratycznych przed wyborami do Izby Reprezentantów w 13. okręgu wyborczym, a następnie w listopadowych wyborach została wybrana do Kongresu.
Jest członkinią Demokratycznych Socjalistów Ameryki (DSA). Razem Alexandrią Ocasio-Cortez są pierwszymi osobami związanymi z DSA w Kongresie.
Rozwódka, matka dwójki dzieci.

## Kontrowersje
W dniu 3 stycznia 2019 podczas swojego wystąpienia na forum organizacji MoveOn określiła prezydenta Donalda Trumpa jako "motherfucker", co spotkało się z oburzeniem niektórych komentatorów.